# Those Who Tell the Truth Shall Die, Those Who Tell the Truth Shall Live Forever
Those Who Tell the Truth Shall Die, Those Who Tell the Truth Shall Live Forever è il secondo album registrato dalla band post-rock Explosions in the Sky, pubblicato il 4 settembre 2001. È il loro primo album pubblicato con l'etichetta Temporary Residence.

## Tracce
1. Greet Death – 7:19
2. Yasmin the Light – 7:03
3. The Moon Is Down – 10:02
4. Have You Passed Through This Night? – 7:19
5. A Poor Man's Memory – 6:04
6. With Tired Eyes, Tired Minds, Tired Souls, We Slept – 12:04